# Floriffoux
Floriffoux (en wallon Florifoû) est un village sur la rive gauche de la Sambre, à 10 kilomètres à l'ouest de la ville de Namur. Il fait aujourd'hui administrativement partie de la commune de Floreffe, dans la province de Namur (Région wallonne de Belgique). C'était une commune à part entière avant la fusion des communes de 1977.

## Étymologie
Dans un manuscrit de 1121 il est fait mention de Florifiolum, ce qui signifierait petit (diminutif roman -eolum) Floreffe. Floriffoux fait exactement pendant au village de Floreffe qui se trouve de l'autre côté de la Sambre.

## Géographie

### Situation
Situé dans la vallée de la Sambre, le village présente une importante différence d'altitude entre le bas (83 m à l'écluse) et le haut de la vallée (194 m dans les bois situé au nord-est du village) soit une dénivellation de 111 mètres sur une distance d'environ 1 km à vol d'oiseau.
Cette importante dénivellation est à l'origine de grandes différences de températures entre le haut et le bas du village notamment lors de certaines nuits d'hiver.

## Évolution démographique
- Source: DGS, 1831 à 1970=recensements population, 1976= habitants au 31 décembre

## Patrimoine et culture

### Patrimoine architectural
- Le « vieux chêne de Floriffoux », classé comme « arbre remarquable » (un des plus gros chênes de Wallonie) est mort en 2008. Planté au XVIIe siècle, ou même auparavant, sa circonférence dépassait les 5 mètres. Il avait longtemps été utilisé comme arbre à clous. Son espace vital ayant été drastiquement restreint à un minuscule rond-point (dans les années 1980), il a été de plus stressé par des travaux successifs qui ont agressé son système racinaire, diminué son accès à l'eau et aux nutriments, avec des blessures racinaires notamment qui ont probablement favorisé son infestation par un champignon, l’armillaire (identifiée en 2007). Finalement abattu le 27 novembre 2012, un nouveau chêne fut replanté au même endroit le 28 février 2013[2].
- L’église Sainte-Gertrude, construite en 1909 se trouve dans la partie haute et ancienne du village. Construite sur plan de l’architecte Pierre Langerock elle remplace un édifice antérieur qui datait de 1845[3].
- Le château de Dorlodot. Construit au XVIIe siècle, propriété de la famille Coppin de Grinchamps, en 1870, il fut acheté par la famille de Dorlodot et considérablement transformé. Le est construit en pierre et brique comprenant deux ailes en équerre cantonné de trois tours carrées. À proximité à l'est du château se trouve une maison du XIXe siècle, qui a été construite à partir d'un noyaux plus ancien vestige d'une ancienne chapelle castrale du XVIe siècle[4].
- Le Barrage-écluse de Floriffoux est la troisième et dernière écluse sur la Sambre, avant le confluent avec la Meuse. Il est précédé du pont routier reliant Floreffe à la Route Nationale 4 (RN4), et suivi du pont ferroviaire de la ligne ferroviaire 130 (Charleroi à Namur). À la hauteur du barrage-écluse, des deux côtés de la Sambre s’est développé un zoning industriel avec petit port fluvial.
- Fontaine Sainte-Gertrude. Située à la rue Maugère, en contrebas de la ferme de la Tour et à proximité de l'ancien bras de la Sambre[4].
- Les silos à grain construits de 1968 à 1973 en béton brut, par l'architecte J. Cosse et du Bureau d'étude Van Kerckove[5].Vestiges de l'ancien charbonnage Sainte Barbe, à Floriffoux

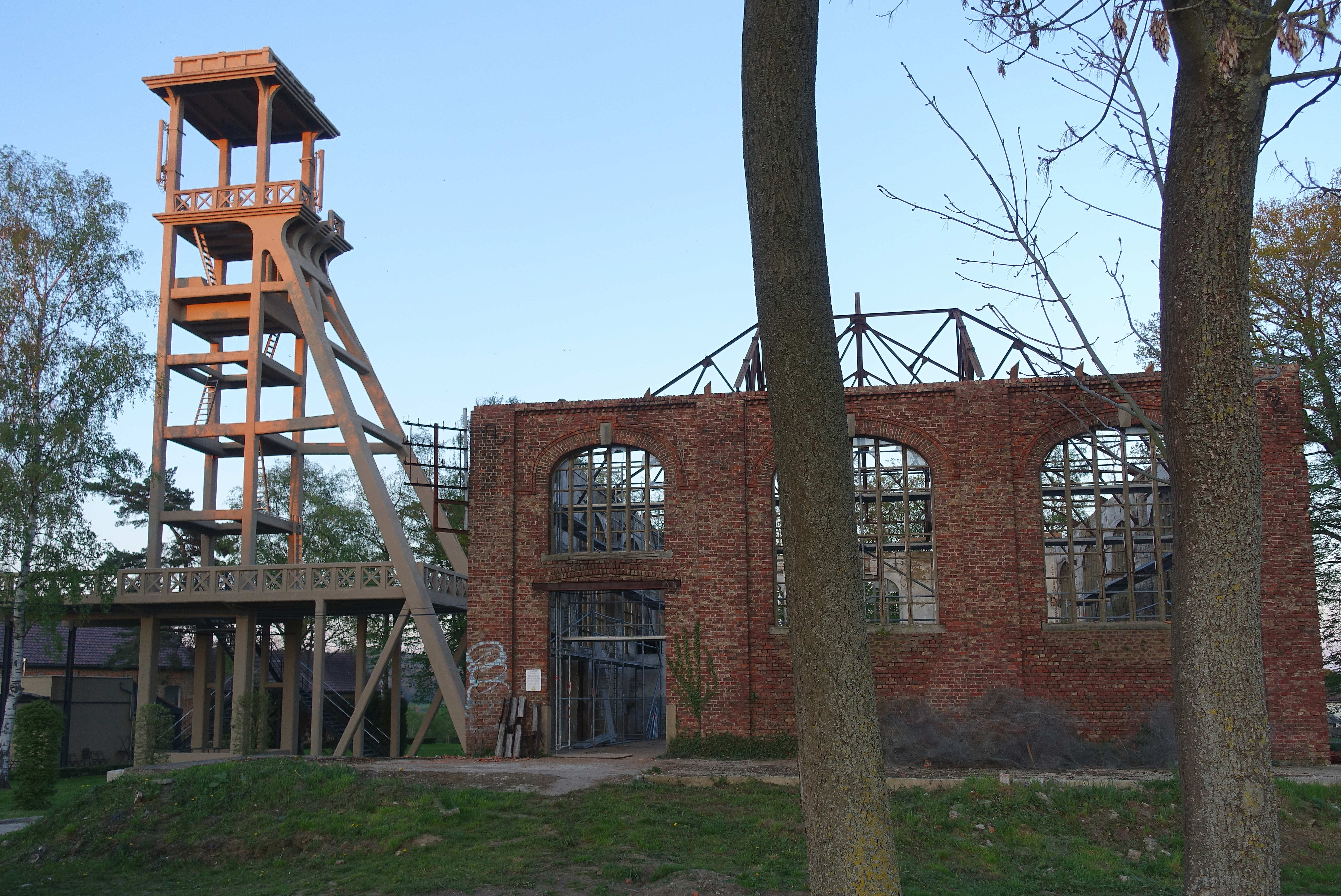
Vestiges de l'ancien charbonnage Sainte Barbe, à Floriffoux

- Le petit charbonnage Sainte-Barbe (Charbonnage de Floreffe-Soye), accordé en 1822 et acquise par la famille Coppin sous l'appellation Charbonnage Sainte-Barbe du Bois planté qui se trouvait dans la partie occidentale du village (au lieu dit « Bois-Planté »), ferma ses portes en 1924[6]. Il faisait partie du bassin houiller de Basse-Sambre. Il en reste des vestiges.

### Culture

#### Cinéma

##### Anecdote
Dans le film de André Téchiné « Les Égarés » sorti en 2003, une voix-off annonce qu'un certain Jacques Legrain, disparu durant la seconde guerre mondiale, était né à « Horiffoux ». D'après les anciens, un certain Jacques Legrain né à… Floriffoux a effectivement disparu durant la guerre.
L'erreur orthographique du village serait dû à l'assimilation du « F » majuscule avec le « l » d'écriture cursive formant une ressemblance très proche avec le « H » majuscule de l'écriture cursive.

## Enseignement
École communale de Floriffoux, rue De Dorlodot.

## Économie

### Tourisme vert
L’étape 3 du RAVel « Au fil de l’eau », passe par Floriffoux, en y longeant, la Sambre en site propre (rive droite).

## Vie associative

### Jumelage
La localité est jumélée avec :
 Frégimont (France)